# Бейли, Темпл
Ирен Темпл Бейли (англ. Irene Temple Bailey, 1880-е, Питерсберг, Виргиния — 6 июля 1953) — популярная американская писательница, автор романов и рассказов.
Примерно с 1902 года Темпл Бейли писала статьи для национальных журналов, таких как The Saturday Evening Post, Cavalier Magazine, Cosmopolitan, The American Magazine, McClure’s, Woman’s Home Companion, Good Housekeeping, McCall’s и других.
В 1914 году Бейли написала сценарий к фильму «Тётушка» студии Vitagraph Studios, и два её романа были экранизированы. Три её книги также были в списке самых продаваемых романов в Соединённых Штатах в 1918, 1922 и 1926 годах, согласно Publishers Weekly.
Бейли никогда не была замужем. Она умерла в своей квартире в Вашингтоне, округ Колумбия, 6 июля 1953 года. Согласно её некрологу в New York Post, её романы были проданы тиражом три миллиона экземпляров, что сделало её одной из самых высокооплачиваемых писателей в мире, и что Cosmopolitan однажды дал ей 325 000 долларов за три серийных романа и серию рассказов.

## Библиография

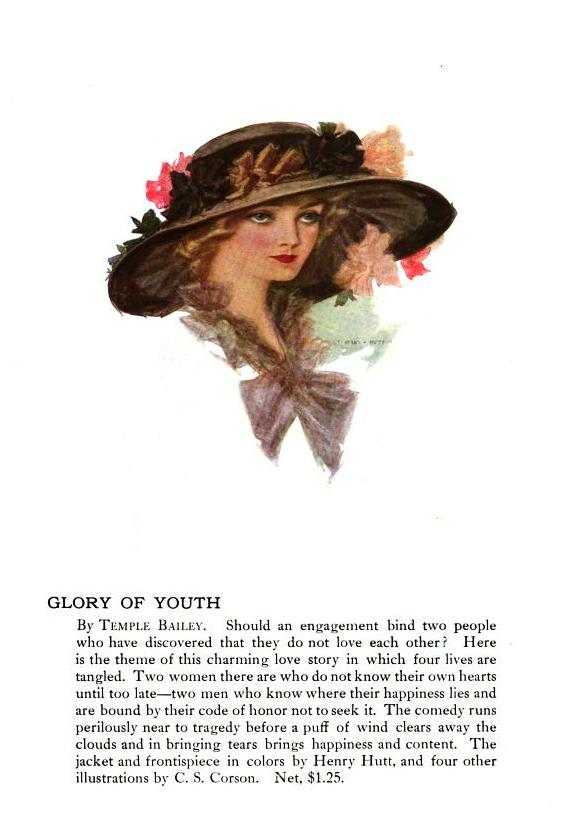
Иллюстрация Корсона к Glory of Youth